# Луцій Валерій Потіт (військовий трибун з консульською владою 414 року до н. е.)
Лу́цій Вале́рій Поті́т (лат. Lucius Valerius Potitus; V століття до н. е.) — політичний і військовий діяч Римської республіки, п'ятиразовий військовий трибун з консульською владою (консулярний трибун) 414, 406, 403, 401 і 398 років до н. е.

## Біографія
Походив з патриціанського роду Валеріїв. Про батьків, молоді роки його згадок у джерелах немає. Його часто ототожнюють з 

### Перша трибунська каденція
414 року до н. е. його було обрано вперше військовим трибуном з консульською владою разом з Квінтом Фабієм Вібуланом Амбустом, Гнеєм Корнелієм Коссом, Публієм (Марком) Постумієм Альбіном Регілленом. Внаслідок конфліктів між патриціями і плебеями легіонерами було вбито Публія Постумія, а інших його колег розігнано. Щоб виправити цю ситуацію римський сенат призначив Квінта Фабія інтеррексом для обрання нових консулів. Останньому вдалося вгамувати пристрасті, а потім покарати вбивць Публія Постумія.

### Друга трибунська каденція
406 року до н. е. його було вдруге обрано військовим трибуном з консульською владою, цього разу разом з Нумерієм Фабієм Амбустом, з іншим Гнеєм Корнелієм Коссом і Публієм Корнелієм Рутілом Коссом. Цього року почалися серйозні військові дії проти вольсків та еквів, які очолили Луцій Валерій Потіт, Нумерій Фабій і Публій Корнелій. Було здобуте місто Анксур (сучасна Террачина), яке вслід за цим було повністю сплюндроване. У Римі, де залишився Гней Корнелій Косс, тим часом почалися заворушення серед плебеїв, що протестували проти військових дій, вбачаючи в них спосіб для патриціїв уникнути обговорення політичних реформ на користь плебеїв. Цього року римський сенат ухвалив закон на користь солдат, що віднині мали отримувати грошову винагороду через державну скарбницю.

### Третя трибунська каденція
У 403 році до н. е. його було втретє обрано військовим трибуном з консульською владою, цього разу разом з Манієм Емілієм Мамерціном, Марком Квінтілієм Варом, Аппієм Клавдієм Крассом Інрегілленом, Марком Фурієм Фузом і вдруге з Гнеєм Корнелієм Коссом. Під час цієї каденції ці трибуни займалися облогою міста Вейї. Водночас забезпечили невтручання в цю війну інших етруських міст. Протягом року тривали численні бойові зіткнення, навіть взимку. Втім вони не принесли позитивного результату римлянам. Це спричинило конфлікт з народними трибунами, які вважали, що таким чином патриції тримають за межами політичної боротьби багато воїнів-плебеїв. Лише вилазка вейянців призвела до зменшення напруги конфлікту.

### Четверта трибунська каденція
401 року до н. е. його було вчетверте обрано військовим трибуном з консульською владою, цього разу разом з Цезоном Фабієм Амбустом, Луцієм Юлієм Юлом, Марком Фурієм Каміллом й знову з Манієм Емілієм Мамерціном і Гнеєм Корнелієм Коссом. Цього року трибуни з військами відбили втрачений за рік до того римський військовий табір під Вейями. 

### П'ята трибунська каденція
У 398 році до н. е. його було вп'яте обрано військовим трибуном з консульською владою разом із Марком Валерієм Лактуціном Максимом, Луцієм Фурієм Медулліном, Квінтом Сервілієм Фіденатом, Квінтом Сульпіцієм Камеріном Корнутом і знову разом з Марком Фурієм Каміллом. Тієї каденції продовжувалася війна з містом-державою Вейї, яку взяли в облогу Марк Фурій Камілл та Луцій Валерій Потіт, були також взяті міста Капена і Фалерія. Інші їхні колеги відповідали за спокій на території Римської республіки.
З того року про подальшу долю Луція Валерія Потіта відомостей немає.